# 恰因斯克區

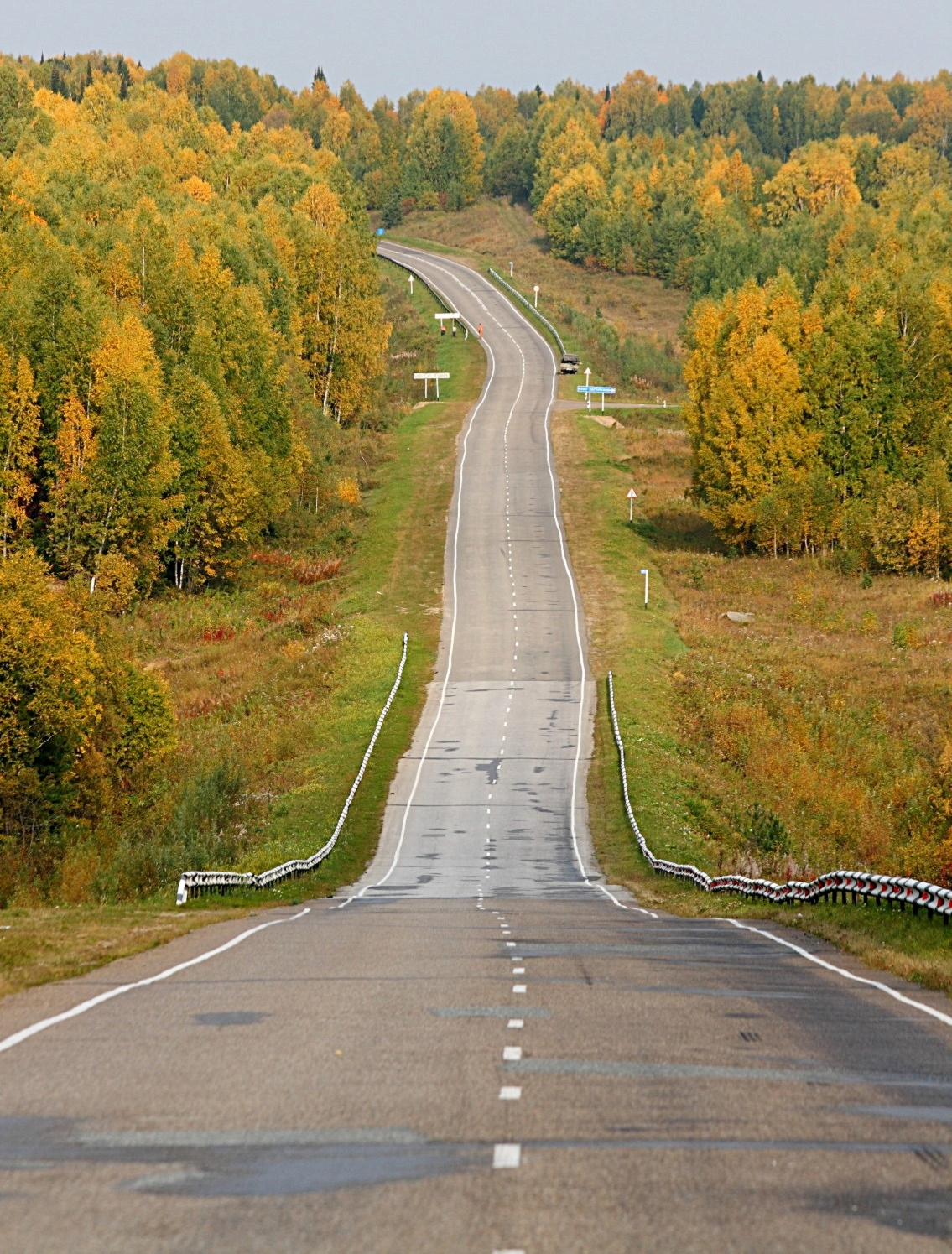

57°47′N 82°39′E / 57.783°N 82.650°E
恰因斯克區（俄语：Чаинский район），是俄羅斯的一個區，位於該國中南部，由托木斯克州負責管轄，面積7,242平方公里，2010年該區人口12,920，人口密度每平方公里1.78人。